# Boy Hayje
 Johan "Boy" Hayje va ser un pilot de curses automobilístiques neerlandès que va arribar a disputar curses de Fórmula 1.
Va néixer el 3 de maig del 1949 a Amsterdam, Països Baixos.

## A la F1
Boy Hayje va debutar a la F1 a la dotzena cursa de la temporada 1976 (la 27a temporada de la història) del campionat del món de la Fórmula 1, disputant el 29 d'agost del 1976 el G.P. dels Països Baixos al circuit de Zandvoort.
Va participar en un total de set curses puntuables pel campionat de la F1, disputades en dues temporades consecutives (1976-1977) no aconseguint finalitzar cap cursa i no assolí cap punt pel campionat del món de pilots.

## Resultats a la Fórmula 1
| Any  | Equip                | Xassís | Motor    | 1   | 2   | 3       | 4     | 5       | 6       | 7      | 8       | 9   | 10  | 11  | 12      | 13      | 14  | 15  | 16  | 17  | Posició | Punts |
| ---- | -------------------- | ------ | -------- | --- | --- | ------- | ----- | ------- | ------- | ------ | ------- | --- | --- | --- | ------- | ------- | --- | --- | --- | --- | ------- | ----- |
| 1976 | F&S Properties       | Penske | Cosworth | BRA | SUD | O.USA   | ESP   | BEL     | MON     | SUE    | FRA     | GBR | ALE | AUT | HOL Ret | ITA     | CAN | USA | JAP |     | -       | 0     |
| 1977 | RAM / F&S Properties | March  | Cosworth | ARG | BRA | SUD Ret | O.USA | ESP NVQ | MON NVQ | BEL NC | SUE NVQ | FRA | GBR | ALE | AUT     | HOL NVQ | ITA | USA | CAN | JAP | -       | 0     |

### Resum
| Curses: | Victòries: | Pòdiums: | Poles: | Voltes ràpides: | Punts: |
| ------- | ---------- | -------- | ------ | --------------- | ------ |
| 7 (3)   | 0          | 0        | 0      | 0               | 0      |